# 516560 Annapolisroyal
516560 Annapolisroyal este o planetă minoră (asteroid) din centura de asteroizi. A fost descoperită pe 12 decembrie 2006 la Mauna Kea Observatories⁠(d) de David D. Balam. 
Obiectul prezintă o orbită caracterizată de o semiaxă mare de 2,7711337331632 UAi, o excentricitate de 0,14770016700666, o înclinație de 17,071902547073 ° în raport cu ecliptica.